# Ника (кинопремия, 2005)
18-я церемония вручения наград национальной кинематографической премии «Ника» за заслуги в области российского кинематографа за 2004 год состоялась 15 апреля 2005 года в Центральном академическом театре Российской армии.

## Статистика
Фильмы, получившие несколько номинаций
| Фильм                           | номинации | победы |
| ------------------------------- | --------- | ------ |
| • Водитель для Веры             | 9         | 3      |
| • Свои                          | 8         | 5      |
| • Настройщик                    | 8         | 3      |
| • Мой сводный брат Франкенштейн | 6         | 1      |
| • Долгое прощание               | 3         | -      |
| • 72 метра                      | 2         | -      |
| • Время жатвы                   | 2         | -      |

## Список лауреатов и номинантов

### Основные категории
• Победители выделены отдельным цветом. 
| Категории                           | Лауреаты и номинанты                                                                                              |
| ----------------------------------- | --- |
| Лучший игровой фильм                | • Свои (режиссёр: Дмитрий Месхиев, продюсеры: Виктор Глухов, Сергей Мелькумов, Елена Яцура)                       |
| Лучший игровой фильм                | • Водитель для Веры (режиссёр: Павел Чухрай, продюсеры: Игорь Толстунов, Александр Роднянский, Михаил Зильберман) |
| Лучший игровой фильм                | • Долгое прощание (режиссёр: Сергей Урсуляк, продюсер: Евгений Улюшкин)                                           |
| Лучший игровой фильм                | • Мой сводный брат Франкенштейн (режиссёр: Валерий Тодоровский, продюсер: Леонид Ярмольник)                       |
| Лучший игровой фильм                | • Настройщик (режиссёр: Кира Муратова, продюсер: Сергей Члиянц)                                                   |
| Лучший фильм стран СНГ и Балтии     | • Охотник ( Казахстан) режиссёр: Серик Апрымов                                                                    |
| Лучший фильм стран СНГ и Балтии     | • Мальчики в небе ( Узбекистан) режиссёр: Зульфикар Мусаков                                                       |
| Лучший фильм стран СНГ и Балтии     | • Остров возрождения ( Казахстан) режиссёр: Рустем Абдрашев                                                       |
| Лучший фильм стран СНГ и Балтии     | • Ромео и Джульетта ( Латвия) режиссёр: Виестурс Кайриш                                                           |
| Лучший фильм стран СНГ и Балтии     | • Сельская управа ( Кыргызстан) режиссёр: Эрнест Абдыжапаров                                                      |
| Лучший неигровой фильм              | • Страсти по Марине (режиссёр: Андрей Осипов)                                                                     |
| Лучший неигровой фильм              | • В темноте (режиссёр: Сергей Дворцевой)                                                                          |
| Лучший неигровой фильм              | • Мирная жизнь (режиссёры: Павел Костомаров, Антуан Каттен)                                                       |
| Лучший анимационный фильм           | • Чуча-3 (режиссёр: Гарри Бардин)                                                                                 |
| Лучший анимационный фильм           | • Алёша Попович и Тугарин Змей (режиссёр: Константин Бронзит)                                                     |
| Лучший анимационный фильм           | • Демон (режиссёр: Ирина Евтеева)                                                                                 |
| Лучший анимационный фильм           | • Про мышонка (режиссёр: Мария Муат)                                                                              |
| Лучшая режиссёрская работа          | • Кира Муратова за фильм «Настройщик»                                                                             |
| Лучшая режиссёрская работа          | • Дмитрий Месхиев — «Свои»                                                                                        |
| Лучшая режиссёрская работа          | • Павел Чухрай — «Водитель для Веры»                                                                              |
| Лучшая сценарная работа             | • Валентин Черных — «Свои»                                                                                        |
| Лучшая сценарная работа             | • Геннадий Островский — «Мой сводный брат Франкенштейн»                                                           |
| Лучшая сценарная работа             | • Сергей Четвертков, при участии Евгения Голубенко и Киры Муратовой — «Настройщик»                                |
| Лучшая мужская роль                 | • Богдан Ступка — «Свои» (за роль Ивана Блинова)                                                                  |
| Лучшая мужская роль                 | • Богдан Ступка — «Водитель для Веры» (за роль генерала Серова)                                                   |
| Лучшая мужская роль                 | • Леонид Ярмольник — «Мой сводный брат Франкенштейн» (за роль Юлика)                                              |
| Лучшая женская роль                 | • Алла Демидова — «Настройщик» (за роль Анны Сергеевны)                                                           |
| Лучшая женская роль                 | • Полина Агуреева — «Долгое прощание» (за роль Ляли Телепнёвой)                                                   |
| Лучшая женская роль                 | • Алёна Бабенко — «Водитель для Веры» (за роль Веры Серовой)                                                      |
| Лучшая мужская роль второго плана   | • Сергей Гармаш — «Мой сводный брат Франкенштейн» (за роль Тимура Курбатова)                                      |
| Лучшая мужская роль второго плана   | • Андрей Краско — «72 метра» (за роль капитана 1-го ранга Геннадия Янычара)                                       |
| Лучшая мужская роль второго плана   | • Андрей Панин — «Водитель для Веры» (за роль капитана Савельева)                                                 |
| Лучшая женская роль второго плана   | • Нина Русланова — «Настройщик» (за роль Любы)                                                                    |
| Лучшая женская роль второго плана   | • Ирина Купченко — «Ночь светла» (за роль Зинаиды Антоновны)                                                      |
| Лучшая женская роль второго плана   | • Рената Литвинова — «Настройщик» (за роль Лины)                                                                  |
| Лучшая операторская работа          | • Сергей Мачильский — «Свои»                                                                                      |
| Лучшая операторская работа          | • Геннадий Карюк — «Настройщик»                                                                                   |
| Лучшая операторская работа          | • Ирина Уральская — «Время жатвы»                                                                                 |
| Лучшая музыка к фильму              | • Эдуард Артемьев — «Водитель для Веры»                                                                           |
| Лучшая музыка к фильму              | • Алексей Айги — «Мой сводный брат Франкенштейн»                                                                  |
| Лучшая музыка к фильму              | • Владимир Чекасин и Сергей Шнуров — «Игры мотыльков»                                                             |
| Лучшая работа звукорежиссёра        | • Константин Зарин — «Свои»                                                                                       |
| Лучшая работа звукорежиссёра        | • Владимир Персов — «Удалённый доступ»                                                                            |
| Лучшая работа звукорежиссёра        | • Сергей Сашнин — «72 метра»                                                                                      |
| Лучшая работа художника             | • Ольга Кравченя — «Водитель для Веры»                                                                            |
| Лучшая работа художника             | • Евгений Голубенко — «Настройщик»                                                                                |
| Лучшая работа художника             | • Григорий Пушкин, Александр Стройло и Жанна Пахомова — «Свои»                                                    |
| Лучшая работа художника по костюмам | • Наталья Монева — «Смерть Таирова»                                                                               |
| Лучшая работа художника по костюмам | • Александра Весельчакова — «Свои»                                                                                |
| Лучшая работа художника по костюмам | • Ольга Погодина и Екатерина Дыминская — «Водитель для Веры»                                                      |
| Открытие года                       | • Алёна Бабенко (женская роль) — «Водитель для Веры»                                                              |
| Открытие года                       | • Полина Агуреева — «Долгое прощание»                                                                             |
| Открытие года                       | • Марина Разбежкина — «Время жатвы»                                                                               |
| Открытие года                       | • Даниил Спиваковский — «Мой сводный брат Франкенштейн»                                                           |

### Специальные награды
- Приз «Честь и достоинство» — Нонна Викторовна Мордюкова.
- Приз «За вклад в кинематографические науки, критику и образование» — Вадим Иванович Юсов.